# Armstrong Siddeley Viper
L'Armstrong Siddeley Viper, poi Bristol Siddeley Viper e Rolls-Royce Viper era un motore aeronautico turbogetto sviluppato e prodotto dall'azienda britannica Armstrong Siddeley e successivamente dalle aziende che le successero, la Bristol Siddeley e la Rolls-Royce Limited.

## Sviluppo e tecnica
Entrato in servizio nel 1953, il Viper era uno sviluppo in scala ridotta dotato di un compressore assiale a 7 stadi del precedente Armstrong Siddeley Sapphire, destinato inizialmente a motorizzare un drone bersaglio, l'australiano GAF Jindivik, e prodotto a questo scopo con materiali di qualità inferiore a quelli normalmente utilizzati in quanto destinato a non essere recuperato e revisionato. Questa scelta si rivelò troppo conservativa costringendo l'azienda a riutilizzare materiali di elevata qualità. A questo punto il motore poteva essere offerto per motorizzare addestratori avanzati quali il BAC Jet Provost ed il suo derivato da attacco al suolo BAC 167 Strikemaster. L'operazione si rivelò positiva tanto da continuare ad offrire il Viper ad un mercato internazionale.
In Italia venne utilizzato come propulsore ad uno dei più famosi addestratori dell'Aeronautica Militare, l'Aermacchi MB-326.
Il Viper venne inoltre prodotto su licenza nella ex-Jugoslavia

## Velivoli utilizzatori
Canada
- Avro Canada VZ-9-AV Avrocar (prototipo)

 Italia
- Aermacchi MB-326
- Aermacchi MB-339 (produzione Rolls-Royce)

 Jugoslavia
- Soko G-2 Galeb
- Soko G-4 Super Galeb
- Soko Orao

 Romania
- IAR 93

 Serbia
- Utva G-4M Super Galeb

 Regno Unito
- Avro 696 Shackleton (banco prova volante)
- BAC Jet Provost
- BAC 167 Strikemaster
- Hawker Siddeley Dominie

 Stati Uniti
- Bell X-14